# Вілсон Піацца
Вілсон Піацца (порт. Wilson da Silva Piazza, нар. 25 лютого 1943, Рібейран-дас-Невіс) — бразильський футболіст, що грав на позиції захисника. Ключовий захисник збірної Бразилії, яка стала чемпіоном світу 1970 року. Більшу частину кар'єри провів у «Крузейру», з яким завоював Кубок Лібертадорес і став десятиразовим чемпіоном штату Мінас-Жерайс.

## Клубна кар'єра
Вілсон Піацца народився 25 лютого 1943 року в місті Рібейран-дас-Невіс, штат Мінас-Жерайс, в сім'ї Жозе Піацци і Режини Да Сілва Піацци. Сім'я була небагата, а тому вже у віці 15-ти років Вілсон покинув школу, щоб піти працювати. Він влаштувався в офіс фірми «Авініда Антоніо Карлос», яка займалася виробництвом шин. Компанія мала свою команду, в якій Піацца швидко став лідером. Після декількох років роботи в Авініді, він пішов працювати в банк «Меркантіл Де Мінас-Жерайс», вже почавши думати про те, щоб кинути футбол на користь кар'єри банківського співробітника, але все ж любов до футболу не відпускала Піаццу: деякий час йому доводилося грати у футбол до полудня, а з 12 до 9 вечора працювати в банку, де він займався зведенням щоденного банківського балансу. Іноді роботи було так багато, що Піацца залишався в банку до опівночі і навіть спав у банку, не в силах йти додому.
У віці 18 років Піацца почав грати за клуб «Ренаскенса», який на той момент був аматорським. Там Вілсон провів 3 сезони, ставши одним із найсильніших півзахисників штату. Одночасно з цим, Піацца працював у банку, звідки пішов лише після переходу в «Крузейро» в 1965 році, дебютувавши у матчі з «Сантусом», веденим Пеле. Гра завершилася з рахунком 4:3 на користь «Крузейро». У перший же рік Піацца, разом з командою, переміг у чемпіонаті штату, а потім і в кубку Бразилії. Через рік клуб виграв свій другий титул найкращої команди штату, а всього за кар'єру вигравав 10 чемпіонств Мінейро. Атмосфера в клубі стояла майже братська, всі гравці, за винятком одного були родом зі штату Мінас-Жерайс, що допомагало командній грі. Всього за «Крузейро» з 1964 по 1979 рік Піацца провів 559 ігор і забив 39 голів, після чого завершив професійну кар'єру футболіста.

## Виступи за збірну
1967 року дебютував в офіційних матчах у складі національної збірної Бразилії, яка шукала нових гравців після провалу на чемпіонаті світу в Англії. У національній команді він завоював місце в основі, склавши дует центральних півзахисників з Жерсоном і виграв два сезони поспіль Кубок Ріу-Бранку. В червні 1968 року Піацца зламав ногу у матчі проти збірної Уругваю на Маракані, отримавши удар від Луїса Кубільї і пропустив значну частину сезону.
З появою 1969 року в збірній півзахисника Клодоалдо, Піацці було запропоновано місце в центрі оборони, від якої той відмовився. Але все ж, щоб грати в складі національної команди, Піацца був змушений поступитися головному тренеру команди Маріо Загало і перейти в оборону. Переведення талановитого хавбека в оборону викликало бурхливі дебати в бразильській пресі, навіть мама футболіста просила на сторінках газет про повернення сину його традиційного місця на полі.
Наступного року потрапив у заявку чемпіонату світу 1970 року у Мексиці у статусі захисника. Найбільшою проблемою для самого футболіста вважався його малий зріст, який, у боротьбі з чемпіонами світу, англійцями, міг призвести до фатальних наслідків для команди. На самому чемпіонаті світу, побоювання Піацци не виправдалися, єдину проблему становив матч з Англією, яка кілька разів грубо фолила, але Піацца відмовився мстити родоначальникам футболу, зосередившись на грі. Кілька матчів на турнірі провів Піацца і на позиції центрального півзахисника, замінюючи Клодоалдо. Всього на турнірі Піацца провів 5 матчів, в тому числі і фінальний матч проти збірної Італії (4:1).
Через чотири роки був учасником чемпіонат світу 1974 року у ФРН, куди поїхав як запасний гравець і провів лише 3 гри, а команда зайняла четверте місце.
У наступному році був у заявці на розіграші Кубка Америки 1975 року у різних країнах, на якому команда здобула бронзові нагороди, а Піацца відіграв у 4 з 5 матчах.
Після завершення кубку Америки за офіційну збірну більше не виступав. Протягом кар'єри у національній команді, яка тривала 9 років, провів у формі головної команди країни 51 матч.
Разом: 51 матч; 34 перемоги, 13 нічиїх, 4 поразки.
Разом: 17 матчів; 12 перемог, 3 нічиїх, 2 поразки.

## Титули і досягнення

### Командні
Збірна Бразилії
- Чемпіон світу: 1970
- Володар Кубка Ріо-Бранко (2): 1967, 1968
- Володар Кубка Року: 1971

 «Крузейро»
- Володар Кубка Бразилії: 1966
- Фіналіст Кубка Робертао: 1969
- Срібний призер чемпіонату Бразилії (2): 1974, 1975
- Бронзовий призер чемпіонату Бразилії: 1973
- Чемпіон штату Мінас-Жерайс (10): 1965, 1966, 1967, 1968, 1969, 1972, 1973, 1974, 1975, 1977
- Срібний призер чемпіонату штату Мінас-Жерайс(5): 1970, 1971, 1976, 1978, 1979
- Володар Кубка Лібертадорес: 1976
- Фіналіст Кубка Лібертадорес: 1977

### Особисті
- Володар «Срібного м'яча» Бразилії: 1972
- У символічній збірній чемпіонату світу: 1970